# Ujaku Akita
Ujaku Akita (秋田 雨雀, Akita Ujaku) est le nom de plume de Tokuzō Akita (秋田 徳三, Akita Tokuzō) (30 janvier 1883 - 12 mai 1962), espérantiste et écrivain japonais. Il est surtout connu pour ses pièces de théâtre, des livres et des histoires courtes pour les enfants.

## Biographie
Né à Kuroishi, préfecture d'Aomori, Akita étudie la littérature anglaise à l'université Waseda et s'intéresse au socialisme. En 1913 il apprend l'espéranto de Vasili Eroshenko à la suite d'une rencontre fortuite, et devient rapidement l'un des chefs du mouvement espérantiste prolétarien, et un membre du groupe « La Semanto » en 1921. Il se rend en URSS en 1927 à l'occasion des célébrations du dixième anniversaire de la Révolution russe. En janvier 1931, il contribue à fonder l'organisation « Japana Prolet-Esperantista Unio » (JPEU), avec environ 150 membres, et lui-même en tant que président. Il traduit les écrits d'Eroshenko en japonais, et écrit un manuel d'espéranto.
La montée du militarisme au Japon entraîne des difficultés pour Akita. À l'automne 1933, il est détenu pendant plusieurs semaines, et forcé d'écrire une longue déclaration sur ses activités. Il continue cependant à travailler, fonde l'année suivante une revue, Teatoro (nommée d'après le mot espéranto pour le théâtre), qui existe encore. Il rejoint le « Nouveau Théâtre coopératif » (Shinkyō Gekidan) mais ses activités sont limitées, car il n'est plus sans danger de monter des pièces de théâtre avec des thèmes politiques. Le « JPEU » est fermé par la police.
Après la guerre, il crée une école des arts du spectacle et participe à d'autres organisations, telles que la « Société littéraire du nouveau Japon » (Shin Nihon Bungakukai). Il meurt en 1962. Un musée est fondé en 1979 dans sa ville natale.

## Ouvrages (sélection)

### En japonais
- Higashi no Kodomo (« Enfants à l'est », anthologie, 1921)
- Taiyô to Hanazono (« Le Soleil et le jardin de fleurs », anthologie, 1921)
- Mohan Esuperanto-Dokusyu: Memlernanto de Esperanto (« L'espéranto par soi-même », avec Osaka Kenji, manuel, 1927)
- Ujaku jiden (Autobiographie, 1953)

### Traduit en espéranto
- Tri dramoj (« Trois pièces » traduit en 1927 par Haĵime Ŝuzui, Kaname Susuki)
  - Fonto de sudroj (« La Fontaine de Shoûdra »)
  - Danco de skeletoj (« La Danse du squelette »)
  - Nokto ĉe landolimoj. (« Nuit aux frontières »)
- Tiuj, kiuj ĉirkaŭas la ĉerkon (« Ceux qui se rassemblent autour du cercueil » traduit c. 1925 par Junko Sibata)

## Source de la traduction
- (en) Cet article est partiellement ou en totalité issu de l’article de Wikipédia en anglais intitulé « Ujaku Akita » (voir la liste des auteurs).